# Brian Kaltack
Brian Kaltack (ur. 30 września 1993) – vanuacki piłkarz grający na pozycji obrońcy w australijskim klubie Central Coast Mariners oraz reprezentacji Vanuatu. Jego młodszy brat, Jean Kaltack, także jest piłkarzem i reprezentantem kraju.

## Kariera klubowa
Karierę piłkarską Kaltack rozpoczął klubie Port Vila Mauriki. W 2010 roku zadebiutował w jego barwach w pierwszej lidze vanuackiej. W 2010 roku przeszedł do nowozelandzkiego zespołu Waterside Kaori. Spędził w nim sezon. W 2012 roku Kaltack przeszedł do Hekari United z Papui-Nowej Gwinei. W 2012 wyjechał na Wyspy Salomona, gdzie reprezentował barwy Solomon Warriors. Potem grał w Wairarapa United. Później powrócił do wielu z dotychczasowych klubów.
W 2017 przeniósł się do Tasman United. Potem grał również w Auckland City. Z tym klubem zdobył mistrzostwo Nowej Zelandii. W 2022 został piłkarzem australijksiego Central Coast Mariners. W swoim pierwszym sezonie (2022/23) wygrał z drużyną mistrzostwo kraju. Okazał się być kluczową postacią w defensywie tej drużyny. Dwukrotnie znalazł się w drużynie sezonu (2023, 2024).

## Kariera reprezentacyjna
W reprezentacji Vanuatu Kaltack zadebiutował w 2011 roku. W 2012 roku wystąpił z Vanuatu w Pucharze Narodów Oceanii 2012. Pierwszą bramkę w kadrze zdobył 3 czerwca 2012 w meczu z Samoa w fazie grupowej tego turnieju. Został także powołany na Puchar Narodów Oceanii 2024, który odbywa się w jego ojczyźnie.